# ナプラヌム
ナプラヌム（Naplanum）は、古代メソポタミアの都市国家ラルサの最初の独立した王。

## 略歴
後世に作られたラルサ王名表によれば、彼の在位期間は前1961年から前1940年（低年代説）である。これはウル第三王朝のイビ・シンの治世と大飢饉の期間に概ね対応する。
ナプラヌムがラルサの王であったことを証明する同時代の年名や碑文は発見されておらず、ラルサはウル第三王朝（イビ・シンの治世）の一部であったと思われる。しかし、ナプラヌムという名の著名で裕福なアムル人商人が、ウル第三王朝後期の穀物産業の多くの販売記録に登場する。この商人ナプラヌムが後の独立したラルサ王たちの祖先である可能性がある。